# Serbia na Zimowych Igrzyskach Olimpijskich 2022
Serbia na Zimowych Igrzyskach Olimpijskich 2022 – występ kadry sportowców reprezentujących Serbię na igrzyskach olimpijskich, które odbyły się w Pekinie, w Chińskiej Republice Ludowej, w dniach 4-20 lutego 2022 roku.
Reprezentacja Serbii liczyła dwoje zawodników – kobietę i mężczyznę.
Był to czwarty start Serbii na zimowych igrzyskach olimpijskich i dwudziesty pierwszy wliczając również starty Jugosławii oraz Serbii i Czarnogóry.

## Reprezentanci

### Narciarstwo alpejskie
| Zawodnik          | Konkurencja            | 1 przejazd | 1 przejazd | 2 przejazd | 2 przejazd | Łącznie | Łącznie | Źródło |
| Zawodnik          | Konkurencja            | Czas       | Pozycja    | Czas       | Pozycja    | Czas    | Pozycja | Źródło |
| ----------------- | ---------------------- | ---------- | ---------- | ---------- | ---------- | ------- | ------- | ------ |
| Nevena Ignjatović | superkombinacja kobiet | 1:37,02    | 22.        | DSQ        | DSQ        | DSQ     | DSQ     | [ 1 ]  |
| Nevena Ignjatović | zjazd kobiet           | —          | —          | —          | —          | 1:40,73 | 30.     | [ 1 ]  |
| Marko Vukićević   | supergigant mężczyzn   | —          | —          | —          | —          | 1:29,45 | 34.     | [ 2 ]  |
| Marko Vukićević   | zjazd mężczyzn         | —          | —          | —          | —          | DNF     | DNF     | [ 2 ]  |